# Вельяминово (городской округ Домодедово)
Вельями́ново — село в Московской области, входит в состав городского округа Домодедово. Близко к селу находится деревня Ртищево, далее находится посёлок Вельяминово Ступинского района с железнодорожной платформой Вельяминово и село Татариново. Вельяминово располагается на 65 км от Москвы по Каширскому шоссе.

## История
Впервые Вельяминово было упомянуто в духовной грамоте Василия II Тёмного в 1461 году, который передавал его в собственность своему сыну, Борису Васильевичу. Основателем села считается один из рода бояр Вельяминовых, которым поручили заселить Скулневский стан. Некоторыми историки считают, что село было основано на реке Речице в 1279 году Протасием Вельяминовым, сподвижником Ивана Калиты в качестве Вельяминовской слободы. Другими историками предполагается, что основателем Вельяминово мог быть Иван Васильевич Вельяминов, сын последнего московского тысяцкого, сбежавший в Золотую Орду и лишённый всех земель, или его брат, Микула (Николай) Васильевич, жившие в период правления Дмитрия Донского. Таким образом, возможный год основания села колеблется от 1279 до 1385 года.
С 1477 года владельцем села был внук Василия Тёмного, Фёдор Борисович.
В период похода Давлет Гирея на Москву Вельяминово было полностью сожжено. В Коломенской Писцовой книге 1577—1578 годов Вельяминово описано, как нежилая пустошь, находящаяся близ поместья боярина Булгака Михайловича Зяблого.
В 1678 году Вельяминово было упомянуто, как «новосельное сельцо Вельяминово» с одним господским двором и 4 крестьянскими дворами с 18 проживавшими мужчинами.
В конце XVI — начале XVII века, благодаря усилиям Анны Михайловны Волынской (в девичестве Заболоцкой), в селе была построена церковь в честь Преображения Господня с приделом во имя Архистратига Михаила. В 1709 году Вельяминово вновь было упомянуто, как село. В 1817 году состоялось приписание к церкви села Поздново, по просьбе владелицы, помещицы Е. Н. Наумовой. Позже Вельяминово стало состоять из сёл Вельяминово, деревни Лупиловки, деревень Поздново и Немцово и дома подполковника А. Лопухина.
В 1861 году в Вельминово стало Вельяминовской волостью, в самом селе расположилось волостное управление. В волости было два трактира, 3 мелочные лавки, винная лавка и чайная Мухина, в селе Лупиловка — братьев Назаровых. В том же году в селе произошёл пожар, в результате которого сгорело около 50 домов.
19 мая 1865 году в Вельяминово состоялась закладка каменного храма, который должен был заменить деревянную церковь. Для упрощения строительства рядом был построен кирпичный завод. Средства вкладывали местные жители, наибольший вклад внесла Мария Ивановна Колоколова, купчиха из Москвы. В 1872 году церковь была достроена. Через два года разобрали старую церковь. 1 июля 1873 года состоялось повторное освящение храма. После этого, вплоть до 1917 года, происходило украшение и улучшение храма.
В 1909 году в селе была открыта первая школа.
В 1936 году все церковные принадлежности вынесли в подвал, а в его помещении стали складировать зерно. В 1970—1980 годах в церкви лишенной куполов располагалась машино-тракторная станция. В дальнейшем, в связи со строительством комплекса коттеджей на 2 семьи (программа образцовое село), в здании располагался молодежный клуб «Иван да Марья». Лишь в 1992 году началось восстановление церкви. Весной 2000 года в церкви произошло чудо: на стекле киота иконы Казанской Божией Матери был обнаружен отпечаток иконы. Специальная комиссия установила нерукотворную природу изображения.
Во время Великой Отечественной войны, в 1941 году, в селе располагался полк Катюш.
С 1919 до 1994 года село было центром в Вельяминовского сельсовета, с 1994 до 2007 года — центром Вельяминовского сельского округа Домодедовского района. С 2007 до 2012 года село было центром Вельяминовского административного округа, с 2012 года — центром Повадинской территории в рамках территориального отдела Повадинского и Растуновского административных округов городского округа Домодедово.

## Население
| 2002 | 2010  |
| ---- | ----- |
| 2111 | ↘1974 |

## Местная власть
Вельяминовский административный округ включает в себя несколько деревень городского округа Домодедово.
Начальником территориального управления Вельяминовского административного округа является Голенко Алексей Михайлович.

## Транспорт
Село Вельяминово связано регулярным автобусным сообщением со станцией Барыбино, центральной частью города Домодедово и Москвой (конечный пункт — метро «Домодедовская»):
- 62 Станция Барыбино — Платформа Вельяминово
- 1008к  Домодедовская — Станция Михнево